# Volby do Evropského parlamentu v Česku 2024
| Výsledky voleb                                               | Výsledky voleb | Výsledky voleb | Výsledky voleb | Výsledky voleb |
| ------------------------------------------------------------ | -------------- | -------------- | -------------- | -------------- |
| subjekt                                                      |                |                |                | % hlasů        |
| ANO                                                          | ANO            |                | 26,14          | 26,14          |
| SPOLU                                                        | SPOLU          |                | 22,27          | 22,27          |
| AUTO+PŘÍSAHA                                                 | AUTO+PŘÍSAHA   |                | 10,26          | 10,26          |
| Stačilo!                                                     | Stačilo!       |                | 9,56           | 9,56           |
| STAN+SLK                                                     | STAN+SLK       |                | 8,70           | 8,70           |
| Piráti                                                       | Piráti         |                | 6,20           | 6,20           |
| SPD+Trikolora                                                | SPD+Trikolora  |                | 5,73           | 5,73           |
| PRO 2022                                                     | PRO 2022       |                | 2,15           | 2,15           |
| SOCDEM                                                       | SOCDEM         |                | 1,86           | 1,86           |
| Svobodní                                                     | Svobodní       |                | 1,76           | 1,76           |
| Zelení                                                       | Zelení         |                | 1,55           | 1,55           |
| ostatní                                                      | ostatní        |                | 3,70           | 3,70           |
| Subjekty, které dosáhly na státní příspěvek (alespoň 1,0 %). |                |                |                |                |

Volby do Evropského parlamentu v roce 2024 se v Česku konaly v pátek 7. a sobotu 8. června 2024, a to v rámci celoevropských voleb do Evropského parlamentu.
Volby vyhrálo ANO 2011, celkově získalo 26,14 % hlasů a 7 mandátů v Evropském parlamentu. Následovala koalice Spolu, která získala 22,27 % hlasů a 6 mandátů. Mandáty pak získaly ještě koalice Přísaha a Motoristé, koalice Stačilo!, koalice Starostové a osobnosti pro Evropu, Piráti a koalice SPD a Trikolora. Volební účast činila 36,45 %. Z dosavadních českých voleb do europarlamentu byla tato účast nejvyšší.
Nově zvolený Evropský parlament je složen ze 720 poslanců, Česká republika v něm má 21 zástupců. V letech 2019 až 2024 měl parlament 705 poslanců, zvýšení jejich počtu se však netýkalo zástupců z České republiky a těch tak usedne stejný počet jako v přechozím volebním období.

## Volební systém

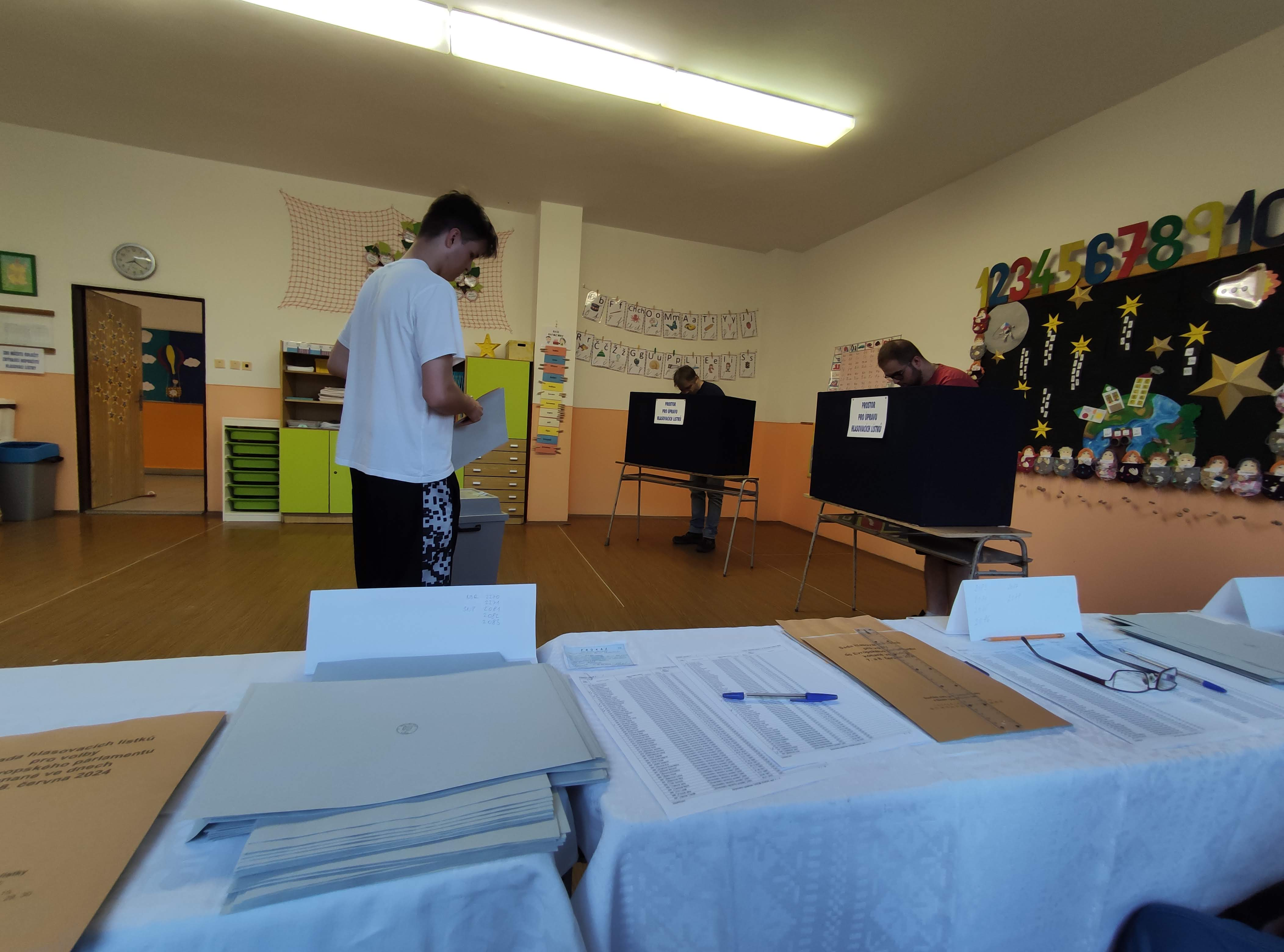
V ČR voliči volili výhradně fyzicky; možnost elektronického hlasování zde dosud nebyla zavedena

Volební systém je poměrný. Je pouze jeden celorepublikový volební obvod, každá kandidující strana či hnutí tedy podává jen jednu volební kandidátku.
Aktivní volební právo má každý občan České republiky, který alespoň druhý den voleb dosáhl věku 18 let, a občan jiného členského státu Evropské unie, který alespoň druhý den voleb dosáhl věku 18 let a je po dobu nejméně 45 dnů přihlášen k trvalému nebo k přechodnému pobytu na území České republiky.
Každý volič má právo udělit tzv. preferenční hlas až dvěma kandidátům jím volené kandidátky. To se provádí zakroužkováním čísla kandidáta na kandidátce. Pokud kandidáta takto označí 5 % z těch voličů, kteří dali hlas jeho straně, kandidát se pro udělování mandátů straně posunuje na první místo. Pokud dostatečný počet preferenčních hlasů obdrží více kandidátů, tito kandidáti jsou seřazeni podle počtu obdržených preferenčních hlasů.
Pasivní volební právo má každý, kdo má aktivní volební právo a není v jiném státě zbaven práva být volen. Každý může v týchž volbách do Evropského parlamentu kandidovat v celé Evropské unii pouze jednou.
Kandidátku může sestavit politická strana, politické hnutí nebo jejich koalice. Platí stejná 5% uzavírací klauzule, a to i v případě koalic; na rozdíl od voleb do Poslanecké sněmovny nehraje žádnou roli počet subjektů v koalici.
Volební kauce činí 19 tis. Kč za kandidátku. Nárok na příspěvek na úhradu volebních nákladů (ve výši 30 Kč za hlas) mají ty strany, které získaly alespoň 1 % hlasů.
Termín voleb v Česku vyhlašuje prezident republiky, který je ale vázaný celoevropskou dohodou o datu konání voleb a českými zákonnými pravidly pro určení volebních dnů. Prezident Petr Pavel určil termín na pátek 7. a sobotu 8. června 2024. Termín pro celou Evropu byl dohodou velvyslanců zemí EU stanoven na období od 6. do 9. června, přičemž každá země si zvolila svůj termín v souladu s tím evropským.
Kandidátní listiny bylo možné podávat do 2. dubna 2024, kandidující subjekty si musely do 3. března 2024 zřídit volební účet pro financování volební kampaně a zveřejnit přístup k tomuto účtu na svých internetových stránkách.

## Předchozí volby a průběh volebního období 2019–2024
Předchozí volby do Evropského parlamentu se v České republice konaly ve dnech 24. a 25. května 2019. Volební účast dosáhla 28,72 %. Ve volbách uspěli následující subjekty a kandidáti:
- ANO: 21,18 % hlasů a 6 mandátů (Dita Charanzová, Martina Dlabajová, Martin Hlaváček, Radka Maxová, Ondřej Knotek a Ondřej Kovařík),
- ODS: 14,54 % hlasů a 4 mandáty (Jan Zahradil, Alexandr Vondra, Evžen Tošenovský a Veronika Vrecionová),
- Piráti: 13,95 % hlasů a 3 mandáty (Marcel Kolaja, Markéta Gregorová a Mikuláš Peksa),
- Koalice STAN, TOP 09: 11,65 % hlasů a 3 mandáty (Luděk Niedermayer, Jiří Pospíšil a Stanislav Polčák),
- SPD: 9,14 % hlasů a 2 mandáty (Hynek Blaško a Ivan David),
- KDU-ČSL: 7,24 % hlasů a 2 mandáty (Tomáš Zdechovský a Michaela Šojdrová),
- KSČM: 6,94 % hlasů a 1 mandát (Kateřina Konečná).[9]

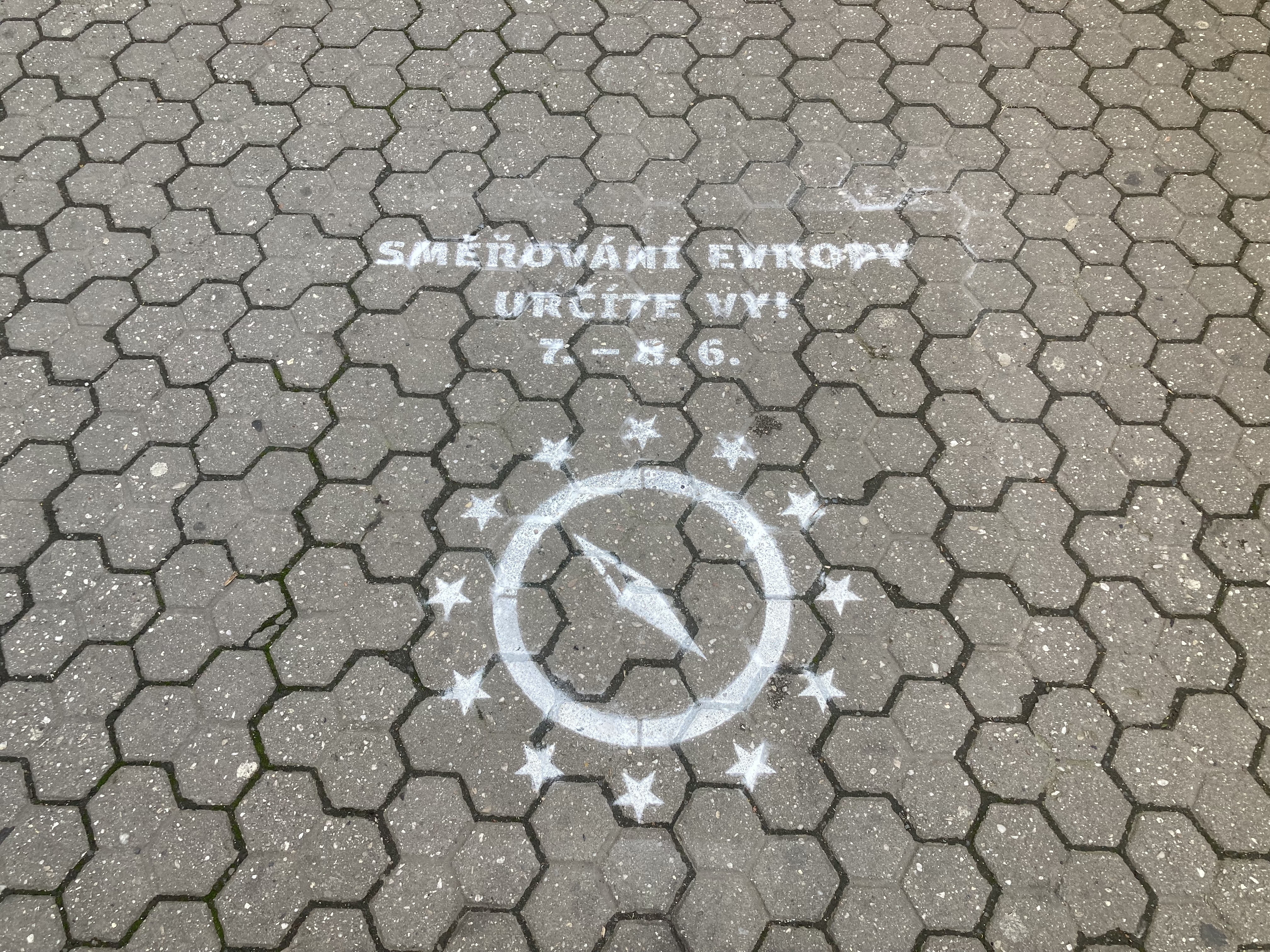
Graffiti s tematikou voleb

V průběhu volebního období došlo zatím ke dvěma změnám. Za prvé v říjnu 2020 vystoupila Radka Maxová z hnutí ANO a v březnu 2021 začala spolupracovat jako nestranička s tehdejší ČSSD (nyní SOCDEM), která se do EP vůbec nedostala. Za druhé v září 2022 vystoupil Hynek Blaško z SPD a v EP dále působil jako nezávislý. Kandidoval jako lídr uskupení „ALIANCE ZA NEZÁVISLOST ČR - proti přijetí eura!“, které získalo 0,5 % hlasů, mandát tedy neobhájil.

## Kandidáti
Dne 11. února 2023 si strana Svobodní zvolila za lídra kandidátky do eurovoleb 2024 svého předsedu Libora Vondráčka. Svobodní zveřejnili 7 hlavních zásad pro své kandidáty. Dne 13. června 2023 oznámil bývalý prezidentský kandidát Karel Diviš, že bude s Liborem Vondráčkem kandidovat za Svobodné ve volbách do Evropského parlamentu 2024. V listopadu 2023 Svobodní v rámci svých primárek potvrdili jako lídra své kandidátky Libora Vondráčka. Na druhé místo byl zvolen zastupitel MO Ostrava-Vítkovice Matěj Gregor, který v primárkách porazil Karla Diviše (v kandidátce nakonec zvolen jako kandidát na třetí místo).
Dne 20. května 2023 rozhodla KDU-ČSL na své nominační konferenci, že jejím lídrem pro eurovolby v roce 2024 bude stávající europoslanec Tomáš Zdechovský, dvojkou pak 1. náměstek hejtmana Jihočeského kraje František Talíř a trojkou stávající europoslankyně Michaela Šojdrová. Dne 27. října 2023 padlo rozhodnutí, že lidovci budou kandidovat v rámci koalice Spolu (tj. ODS, KDU-ČSL a TOP 09). Za lidovce se pak na společné kandidátce objeví ještě starosta obce Slatinice na Olomoucku Ondřej Mikmek. Do Evropského parlamentu měl za KDU-ČSL kandidovat také senátor a dvojnásobný neúspěšný prezidentský kandidát Pavel Fischer, který však dne 25. října 2023 svou kandidaturu stáhl. Voleb se nezúčastní ani poslanec Hayato Okamura, který dne 27. února 2024 odstoupil z kandidátky koalice Spolu.
Dne 5. června 2023 oznámil Jan Zahradil z ODS, že v eurovolbách 2024 již nebude kandidovat. Zůstává i nadále členem ODS a svou politickou kariéru by rád ukončil v domácí politice. Dne 20. června 2023 oznámila Dita Charanzová, že v eurovolbách 2024 již nebude kandidovat za hnutí ANO. Jako důvod uvedla nesouhlas s konzervativním směřováním hnutí. O den později stejný krok oznámila i Martina Dlabajová. Za jeden z důvodů označila rýsující se spojenectví hnutí ANO a SPD na české politické scéně. To pro ni prý vždy bylo zcela nepřijatelné. V únoru 2024 Dita Charanzová uvedla, že ve volbách do Evropského parlamentu již nebude kandidovat. Dne 10. dubna 2024 uvedl zpravodajský server Aktuálně.cz, že by Martina Dlabajová mohla být lídryní kandidátky koalice „Stati Uniti d’Europa“ v italském severovýchodním volebním okrsku. Martina Dlabajová však nakonec nabídku odmítla.
Dne 15. června 2023 potvrdila svou kandidaturu ve volbách do Evropského parlamentu 2024 ekonomka a neúspěšná kandidátka na prezidentku Danuše Nerudová. Spekulovalo se o 2. místu na kandidátce hnutí STAN. V srpnu 2023 to sama Nerudová potvrdila. Na konci srpna 2023 pak celostátní výbor hnutí STAN schválil jako lídry své kandidátky právě Nerudovou a Jana Farského.
Dne 8. září 2023 oznámil předseda SOCDEM Michal Šmarda, že strana představí složení kandidátky do evropských voleb spolu s programem na začátku října 2023, kdy proběhne i programová konference strany. Na předních místech kandidátky se měli objevit bývalí ministři zahraničních věcí ČR Tomáš Petříček a Lubomír Zaorálek nebo bývalý europoslanec Libor Rouček. Lídryní kandidátky SOCDEM se původně chtěla stát europoslankyně Radka Maxová, která ve volbách do Evropského parlamentu v roce 2019 kandidovala za hnutí ANO, ale v roce 2021 přešla k SOCDEM, nicméně dne 31. října 2023 oznámila, že ve volbách do Evropského parlamentu v roce 2024 nebude kandidovat. Nakonec se v prosinci 2023 stal lídrem kandidátky bývalý ministr zahraničních věcí ČR a ministr kultury ČR a současný místopředseda strany Lubomír Zaorálek.
Dne 5. října 2023 senátor Václav Láska uvedl, že se hnutí SEN 21 zúčastní evropských voleb 2024 v koalici se stranou Volt. Dne 1. února 2024 koalice představila prvních deset kandidátů. Lídryní kandidátky je bývalá marketingová ředitelka společnosti Mattel v Česku Lenka Helena Koenigsmark, na druhém místě kandidátky je právník a místopředseda hnutí SEN 21 Lukáš Kostínek, trojkou je předseda hnutí Volt Česko Adam Hanka. Mezi dalšími kandidáty jsou například Barbora Hrubá a Václav Hampl, bývalý rektor Univerzity Karlovy a v letech 2014 až 2020 senátor za obvod č. 27 – Praha 1.
Dne 27. října 2023 oznámila vznik společné kandidátky koalice Spolu (tj. ODS, KDU-ČSL a TOP 09). Lídrem kandidátní listiny se stal europoslanec Alexandr Vondra (ODS), na druhém místě kandidátky figurovala Veronika Vrecionová (ODS), na třetím místě Luděk Niedermayer (TOP 09), na čtvrtém místě Tomáš Zdechovský (KDU-ČSL) a na pátém místě Ondřej Krutílek (ODS). Dne 23. listopadu 2023 oznámil bývalý ministr financí Miroslav Kalousek (TOP 09), že se bude ucházet o místo na kandidátce koalice Spolu.
Dne 28. října 2023 oznámila koalice „Aliance za nezávislost ČR – proti přijetí eura!“ (tj. ANS, BEZ-UL, ČiKR, DSSS, ND a Rozumní), že jejím lídrem do evropských voleb v roce 2024 bude europoslanec Hynek Blaško. Tuto koalici podporují i strana SPR-RSČ Miroslava Sládka a hnutí PES s pozastavenou činností, které se tak nemohou oficiálně stát členy koalice.
Na začátku prosince 2023 bylo schváleno čelo společné kandidátky hnutí SPD a strany Trikolora. Jejím lídrem je bývalý předseda strany Svobodní a nyní člen hnutí SPD Petr Mach, dvojkou dosavadní europoslanec hnutí SPD Ivan David a trojkou předsedkyně strany Trikolora Zuzana Majerová.
Rovněž na začátku prosince 2023 byla představena i kandidátka uskupení „Stačilo!“. Koalici tvoří KSČM, SD-SN a od 5. března 2024 je součástí koalice také ČSNS. Lídryní je předsedkyně KSČM a dosavadní europoslankyně Kateřina Konečná, dále na kandidátce figuruje právník a někdejší zdravotnický expert strany PRO 2022 Ondřej Dostál (nyní za SD-SN), zdravotní sestra Petra Rédová, bývalá členka Socdem Jana Turoňová či manažer, bývalý náměstek primátora města Děčín a bývalý člen ODS Jan Skalický.
Dne 8. prosince 2023 vydala Koruna Česká (monarchistická strana Čech, Moravy a Slezska) spolu s Konzervativní stranou program pro volby do Evropského parlamentu a oznámily, že jsou ochotné vést předvolební vyjednávání. Nakonec Koruna Česká podpořila Tomáše Zdechovského v kandidatuře za Spolu.
Dne 13. prosince 2023 představili svou kandidátku Zelení. Lídryní je ředitelka neziskové organizace Konsent zabývající se problematikou prevence sexuálního obtěžování a násilí Johanna Nejedlová, dvojkou na kandidátce je Petr Doubravský, zakladatel studentského hnutí za klima Fridays for future. Trojkou je právnička a odbornice na lidská práva Zuzana Pavelková, čtyřkou spolupředseda Zelených a energetický konzultant Michal Berg, pětkou bývalá diplomatka a poradkyně senátora Gabriela Svárovská a šestici uzavírá architekt a urbanista Osamu Okamura.
V případě hnutí ANO je nejčastěji jako lídryně kandidátky zmiňována místopředsedkyně Poslanecké sněmovny PČR a bývalá ministryně pro místní rozvoj ČR Klára Dostálová. Na dalších místech by se mohli objevit poslanec Poslanecké sněmovny PČR Jaroslav Bžoch, poslankyně poslanecké sněmovny PČR a bývalá hejtmanka Středočeského kraje Jaroslava Pokorná Jermanová a dosavadní europoslanci hnutí ANO Martin Hlaváček, Ondřej Knotek a Ondřej Kovařík.
Dne 8. ledna 2024 oznámil předseda strany Svobodní a její volební lídr Libor Vondráček, že půjdou do voleb s podporou od Strany soukromníků České republiky, Pro Plzeň a Zdraví Sport Vzdělání 2012. Předseda Soukromníků Petr Bajer to odůvodnil snahou o neštěpení pravicových voličů.
Ve volbách do Evropského parlamentu kandidovala v koalici hnutí Přísaha a strana Motoristé sobě. Lídrem kandidátky je bývalý automobilový závodník Filip Turek, dvojkou na kandidátce je socioložka Nikola Bartůšek a trojkou je předseda strany Motoristé sobě Petr Macinka. Předseda hnutí Přísaha Robert Šlachta kandidoval z posledního místa kandidátky.
Dne 31. ledna 2024 oznámila Liberální aliance nezávislých občanů, jenž vznikla ve stejný den, že se zúčastní voleb do Evropského parlamentu, lídrem má být její předseda Šimon Hlinovský.
Volební účty oznámily ÚDHPSH politické subjekty DSZ - za práva zvířat, Hlas, Levice, LŽPL, Mourek, MZH (voleb se nakonec nezúčastní), Nevolte Urza.cz., Referendum a Volte Pravý Blok www.cibulka.net a koalice „PRO vystoupení z EU“ (tj. Moravané a SPR-RSČMS), koalice tvořená hnutím Švýcarská demokracie a stranou SSPD-SP a koalice „ČSSD“ (tj. ČSSD, Směr a Domov).
Dne 27. února 2024 bylo oznámeno, že na kandidátní listině Socdem se objeví i čtyři kandidáti hnutí Budoucnost. Vzdání se kandidatury do Evropského parlamentu oznámil i poslanec Hayato Okamura, který odstoupil z kandidátní listiny koalice Spolu.
Dne 7. března 2024 hnutí STAN představilo podobu své kandidátní listiny a program, lídryní je neúspěšná prezidentská kandidátka z roku 2023 Danuše Nerudová, na druhém místě je Jan Farský.
Dne 12. března 2024 si volební účet zaregistrovalo u ÚDHPSH hnutí Klub angažovaných nestraníků a STAN se přeregistrovalo na volební koalici Starostové a osobnosti pro Evropu, koalici utvořilo spolu se spřáteleným hnutím Starostové pro Liberecký kraj.
Dne 29. března 2024 oznámila strana ČSSD – Česká suverenita sociální demokracie, že ji do voleb povede její předseda a bývalý předseda vlády Jiří Paroubek. Na druhém a třetím místě by se podle strany měli objevit místopředseda strany a bývalý senátor Petr Gawlas a bývalý hejtman Libereckého kraje Stanislav Eichler. Na dalších místech by se měli objevit také například předseda Českého svazu bojovníků za svobodu Jaroslav Vodička nebo koordinátor iniciativy Ne základnám Leoš Valigurský. Strana kandiduje v koalici s hnutím Směr Česká republika a stranou Domov.

### Strany a koalice
Dne 2. dubna 2024 uvedlo ministerstvo vnitra, že kandidátní listiny do voleb předložilo celkem 30 uskupení, 11 koalic a 19 politických stran nebo hnutí. Oproti volbám v roce 2019 se jedná o pokles o deset subjektů. Dne 19. dubna 2024 ministerstvo vnitra rozhodlo o registraci všech 30 kandidátních listin.
Zde je přehled kandidujících uskupení seřazených podle vylosovaného volebního čísla:
| Kandidátní listina | Kandidátní listina | Kandidátní listina                                      | Typ              | Obrázek | Lídr                     | Počet kandidátů | Poznámka | Volební účet |
| ------------------ | ------------------ | ------------------------------------------------------- | ---------------- | ------- | ------------------------ | --------------- | --- | ------------ |
|                    | 1                  | KAN                                                     | politické hnutí  |         | Stanislav Pochman        | 23              | Další místa na kandidátce obsadili např. František Laudát a Marie Gottfriedová. | ano          |
|                    | 2                  | LANO                                                    | politická strana |         | Šimon Hlinovský          | 26              | Na kandidátce jsou tři členové strany Praha sobě. | ano          |
|                    | 3                  | SPD a Trikolora                                         | koalice          |         | Petr Mach                | 28              | Na druhém místě byl europoslanec Ivan David a na třetím předsedkyně Trikolory Zuzana Majerová. | ano          |
|                    | 4                  | Mourek                                                  | politická strana |         | Jan Červenka             | 28              | Další místa na kandidátce obsadili např. Antonín Teplý a Radovan Mačák. | ano          |
|                    | 5                  | Lepší život pro lidi                                    | politická strana |         | Pavel Opl                | 9               | Další místa na kandidátce obsadili např. Pavel May a Helena Jakešová. | ano          |
|                    | 6                  | PRO – Jindřicha Rajchla                                 | koalice          |         | Jindřich Rajchl          | 28              | Koalice strany PRO 2022 a hnutí SV PRO ZS. Na kandidátce dále Ivana Turková a Michal Hašek. | ano          |
|                    | 7                  | Nevolte Urza.cz.                                        | politická strana |         | Martin Urza              | 1               | Na kandidátce je jen jeden kandidát. | ano          |
|                    | 8                  | Koalice Švýcarská demokracie a SSPD-SP                  | koalice          |         | Tomáš Raždík             | 15              | Koalice tvořená hnutím Švýcarská demokracie a stranou SSPD-SP. Další místa na kandidátce obsadili např. Radoslav Štědroň a Pynelopi Cimprichová.                                                                        | ano          |
|                    | 9                  | Přísaha a Motoristé                                     | koalice          |         | Filip Turek              | 28              | Další místa na kandidátce obsadili např. Nikola Bartůšek, Antonín Staněk a Petr Macinka. | ano          |
|                    | 10                 | SEN 21 a Volt do Evropského parlamentu                  | koalice          |         | Lenka Helena Koenigsmark | 26              | Další místa na kandidátce obsadili mj. Lukáš Kostínek, Adam Hanka a Václav Hampl. | ano          |
|                    | 11                 | Česká republika na 1. místě!                            | politické hnutí  |         | Ladislav Vrabel          | 24              | Na kandidátce např. Ľuboš Schnürer nebo Anna Brídziková. | ano          |
|                    | 12                 | Zelení                                                  | politická strana |         | Johanna Nejedlová        | 28              | Další místa na kandidátce obsadili mj. Petr Doubravský, Zuzana Pavelková, Michal Berg a Osamu Okamura. | ano          |
|                    | 13                 | ČSSD                                                    | koalice          |         | Jiří Paroubek            | 28              | Koalici tvoří ČSSD, Směr a Domov. Koalici vede ČSSD – Česká suverenita sociální demokracie. Další místa na kandidátce obsadili např. Petr Gawlas, Stanislav Eichler a Jaroslav Vodička.                                 | ano          |
|                    | 14                 | ANO                                                     | politické hnutí  |         | Klára Dostálová          | 28              | Na druhém místě Jaroslav Bžoch, dále Ondřej Knotek, Martin Hlaváček či Jana Nagyová. | ano          |
|                    | 15                 | Aliance za nezávislost ČR – proti přijetí eura!         | koalice          |         | Hynek Blaško             | 28              | Koalice ANS, BEZ-UL, ČiKR, DSSS, ND a strany Rozumní. S podporou strany a hnutí s pozastavenou činností SPR-RSČ Miroslava Sládka a PES. Na kandidátce dále Jan Sedláček, Vladimíra Vítová, Petr Hannig či Tomáš Vandas. | ano          |
|                    | 16                 | Ano lepší EU s mimozemšťany (zastavíme drahotu a válku) | politické hnutí  |         | Tomáš Franěk             | 23              | Na kandidátce se vyskytuje i jeden člen Pirátů. | ano          |
|                    | 17                 | Koalice SPOLU pro volby do EP                           | koalice          |         | Alexandr Vondra          | 28              | Koalice ODS, KDU-ČSL a TOP 09, lídrem za KDU-ČSL byl Tomáš Zdechovský a lídrem za TOP 09 Luděk Niedermayer. Další místa obsadili např. Veronika Vrecionová, Ondřej Krutílek, Ondřej Kolář či František Talíř.           | ano          |
|                    | 18                 | Referendum                                              | politické hnutí  |         | Václav Sogel             | 11              | Na kandidátce např. Jaroslav Mizera, Ladislav Spišák a Julius Gergö. | ano          |
|                    | 19                 | Svobodní                                                | politická strana |         | Libor Vondráček          | 28              | Na třetím místě se nachází bývalý prezidentský kandidát Karel Diviš. S podporou Strany soukromníků České republiky, Pro Plzeň a Zdraví Sport Vzdělání 2012.                                                             | ano          |
|                    | 20                 | Sociální demokracie                                     | politická strana |         | Lubomír Zaorálek         | 28              | Na kandidátce jsou i čtyři kandidáti hnutí Budoucnost. Další místa obsadili např. Daniela Ostrá či Lenka Desatová, dále např. Jiří Dienstbier, Vladimír Špidla či Libor Rouček.                                         | ano          |
|                    | 21                 | Starostové a osobnosti pro Evropu                       | koalice          |         | Danuše Nerudová          | 28              | Koalice STAN a SLK. Na druhém místě je Jan Farský, dále Petra Korlaar, Radim Sršeň, Lucie Potůčková, Martin Exner, Adam Trunečka či Andrej Poleščuk. Na kandidátce dva lidé navržení SLK.                               | ano          |
|                    | 22                 | Hlas                                                    | politické hnutí  |         | Milan Hamerský           | 13              | Další místa na kandidátce obsadili např. Drahomíra Vokounová a René Hladiš. | ano          |
|                    | 23                 | Piráti                                                  | politická strana |         | Marcel Kolaja            | 28              | Další místa na kandidátce obsadili mj. Markéta Gregorová, Zuzana Klusová, Mikuláš Peksa, František David Wagner a Andrea Hoffmannová.                                                                                   | ano          |
|                    | 24                 | Pro vystoupení z EU                                     | koalice          |         | Ctirad Musil             | 28              | Koalice strany Moravané a Sdružení pro republiku – Republikánské strany Čech, Moravy a Slezska. Další místa na kandidátce obsadili např. Hanuš Keclík a Monika Vymazalová.                                              | ano          |
|                    | 25                 | Nový směr                                               | politická strana |         | Zbyněk Hromek            | 15              | Další místa na kandidátce obsadili např. Matěj Grosspitsch, Kamil Franta a Lukáš Dora. | ano          |
|                    | 26                 | Stačilo!                                                | koalice          |         | Kateřina Konečná         | 28              | Koalice KSČM, SD-SN a ČSNS. Na druhém místě Ondřej Dostál, dále Jana Turoňová, Milan Krajča či Petra Rédová. | ano          |
|                    | 27                 | DSZ - za práva zvířat                                   | politická strana |         | Hana Janišová            | 28              | Kandidátka s největším počtem žen (25). | ano          |
|                    | 28                 | Volte Pravý Blok www.cibulka.net                        | politická strana |         | Petr Cibulka             | 10              | Další místa na kandidátce obsadili např. Miroslav Durdil a Zbyhněv Zientek. | ano          |
|                    | 29                 | Senioři sobě                                            | politické hnutí  |         | Jaroslav Pollák          | 3               | Zbývající místa na kandidátce obsadili Miroslav Kabát a Božena Jiříková. | ano          |
|                    | 30                 | Levice                                                  | politická strana |         | Jan Májíček              | 28              | Po neshodě se Socdem oznámila Levice vlastní kandidaturu. Další místa na kandidátce obsadili např. Vojtěch Juřica a Antonín Hořčica.                                                                                    | ano          |

## Předvolební průzkumy
Tučně a barevně jsou zvýrazněny hodnoty u té strany, hnutí nebo koalice, kterým by dalo hlas nejvíce voličů v daném průzkumu. Malé číslo pod hodnotou značí počet křesel, který by straně, hnutí nebo koalici při takovém podílu hlasů náležel.
| Agentura (zdroj) | Data sbírána/zveřejnění | ANO    | Spolu (ODS+KDU-ČSL+TOP 09) | STAN +SLK | SPD +Trikolora | Piráti | Stačilo! (KSČM+SD-SN+ČSNS) | Přísaha +Motoristé | Socdem | Svobodní | Zelení | Ostatní |       |     |
| ---------------- | ----------------------- | ------ | -------------------------- | --------- | -------------- | ------ | -------------------------- | ------------------ | ------ | -------- | ------ | ------- | ----- | --- |
| Agentura (zdroj) | Data sbírána/zveřejnění | STEM   | 2. 6. 2024                 | 23,1 6    | 21,5 6         | 10,3 3 | 9,5 2                      | 9,4 2              | 8,1 2  | 4,7 0    | 2,9 0  | 2,7 0   | 1,9 0 | 5,9 |
| STEM/MARK        | 31. 5. 2024             | 26,1 6 | 22,3 5                     | 8,1 2     | 7,9 2          | 12,1 3 | 7,7 2                      | 7,2 1              | 3,6 0  | 2,3 0    | 1,4 0  | 1,3     |       |     |
| STEM/MARK        | 9. 4. 2024              | 27,5 7 | 20 5                       | 10,4 3    | 10,4 2         | 10,1 2 | 6,7 1                      | 6 1                | 3,4 0  | 2,5 0    | 0,9 0  | 1,9     |       |     |
| Data Collect     | 25. 3. 2024             | 27,3 7 | 20,9 5                     | 9,3 2     | 10,9 3         | 10,8 3 | 7,1 1                      | 2,5 0              | 2,9 0  | 1,9 0    | 2,5 0  |         |       |     |
| Ipsos            | 19. 3. 2024             | 26,3 7 | 21,6 5                     | 13,4 3    | 7,9 2          | 11,3 3 | 6,1 1                      | 4,9 0              | 2,7 0  | 2,8 0    | —      |         |       |     |
| Ipsos            | 7. 12. 2023             | 26,3 7 | 25,2 6                     | 12 3      | 7,7 2          | 10 2   | 6 1                        | —                  | —      | —        | —      | 12,8    |       |     |
| STEM/MARK        | 7. 12. 2023             | 33,8   | 15                         | 7,3       | 14,7           | 11,4   | 5,4                        | —                  | 3,6    | 2,9      | —      | 5,9     |       |     |

Podle průzkumu agentury Eurobarometr z dubna 2024 považovali čeští voliči za nejdůležitější témata evropských voleb téma obrany a bezpečnosti (45 %, průměr EU 31 %), energetické a průmyslové nezávislosti (40 %, průměr EU 17 %), budoucnosti Evropy (35 %, průměr EU 26 %) a migrace a azylu (33 %, průměr EU 24 %). Mezi méně důležitá témata řadili klimatickou změnu (10 %, průměr EU 27 %) či veřejné zdraví (16 %, průměr EU 32 %).
V květnu 2024 byl zveřejněn průzkum volebních potenciálů jednotlivých stran agentur Kantar CZ a Data Collect. Jako subjekty s nejvyšším volebním potenciálem oslovit voliče v průzkumu vyšly hnutí ANO, koalice SPOLU a hnutí STAN. Ve všech případech přesahoval hranici 25 %.
V květnu 2024 byl zveřejněn průzkum známosti lídrů jednotlivých kandidátek agentury STEM/MARK. Podle výzkumu jsou neznámějšími Danuše Nerudová (87 %), Lubomír Zaorálek (84 %), Alexandr Vondra (68 %), Klára Dostálová a Kateřina Konečná (obě 56 %).

## Výsledky

Poslanci Evropského parlamentu dle navrhující strany

Vítězové voleb v jednotlivých okresech

| Název politického subjektu | Název politického subjektu                              | Hlasy     | Hlasy | Hlasy  | Mandáty | Mandáty |
| Název politického subjektu | Název politického subjektu                              | Počet     | %     | +/–    | Počet   | +/–     |
| -------------------------- | ------------------------------------------------------- | --------- | ----- | ------ | ------- | ------- |
|                            | ANO                                                     | 776 158   | 26,14 | ▲4,96  | 7       | ▲1      |
|                            | Koalice SPOLU pro volby do EP (ODS, KDU-ČSL, TOP 09)    | 661 250   | 22,27 | nová   | 6       | ▼2      |
|                            | Přísaha a Motoristé                                     | 304 623   | 10,26 | nová   | 2       | ▲2      |
|                            | Stačilo! (KSČM, SD-SN, ČSNS)                            | 283 935   | 9,56  | ▲2,57  | 2       | ▲1      |
|                            | Starostové a osobnosti pro Evropu                       | 258 431   | 8,70  | nová   | 2       | ▲1      |
|                            | Piráti                                                  | 184 091   | 6,20  | ▼7,75  | 1       | ▼2      |
|                            | SPD a Trikolora                                         | 170 172   | 5,73  | ▼3,41  | 1       | ▼1      |
|                            | PRO                                                     | 63 959    | 2,15  | nová   | 0       |         |
|                            | Sociální demokracie                                     | 55 260    | 1,86  | ▼2,09  | 0       |         |
|                            | Svobodní                                                | 52 408    | 1,76  | nová   | 0       |         |
|                            | Zelení                                                  | 46 127    | 1,55  | nová   | 0       |         |
|                            | Aliance za nezávislost ČR – proti přijetí eura!         | 14 910    | 0,50  |        | 0       |         |
|                            | DSZ - za práva zvířat                                   | 12 448    | 0,41  | ▼ 0,19 | 0       |         |
|                            | Lepší život pro lidi                                    | 10 767    | 0,36  |        | 0       |         |
|                            | SEN 21 a Volt do Evropského parlamentu                  | 9 955     | 0,33  |        | 0       |         |
|                            | ČSSD                                                    | 7 579     | 0,25  |        | 0       |         |
|                            | Česká republika na 1. místě!                            | 6 897     | 0,23  |        | 0       |         |
|                            | Mourek                                                  | 6 759     | 0,22  |        | 0       |         |
|                            | LANO                                                    | 6 541     | 0,22  |        | 0       |         |
|                            | Ano lepší EU s mimozemšťany (zastavíme drahotu a válku) | 6 479     | 0,21  |        | 0       |         |
|                            | Hlas                                                    | 6 328     | 0,21  | ▼ 2,17 | 0       |         |
|                            | KAN                                                     | 4 561     | 0,15  | ▼ 0,05 | 0       |         |
|                            | Pro vystoupení z EU                                     | 3 912     | 0,13  |        | 0       |         |
|                            | Volte Pravý Blok www.cibulka.net                        | 3 392     | 0,11  | ▼ 0,09 | 0       |         |
|                            | Koalice Švýcarská demokracie a SSPD-SP                  | 2 559     | 0,08  |        | 0       |         |
|                            | Nevolte Urza.cz.                                        | 2 426     | 0,08  |        | 0       |         |
|                            | Levice                                                  | 2 296     | 0,07  |        | 0       |         |
|                            | Referendum                                              | 2 036     | 0,06  |        | 0       |         |
|                            | Senioři sobě                                            | 1 563     | 0,05  |        | 0       |         |
|                            | Nový směr                                               | 1 067     | 0,03  |        | 0       |         |
| Celkem                     | Celkem                                                  | 2 968 889 | 100   | —      | 21      |         |
|                            |                                                         |           |       |        |         |         |
| Platné hlasy               | Platné hlasy                                            | 2 968 889 | 99,24 | —      | —       |         |
| Neplatné hlasy             | Neplatné hlasy                                          | 22 793    | 0,76  | —      | —       |         |
| Celkem hlasů               | Celkem hlasů                                            | 2 991 682 | 100   | —      | —       |         |
| Voliči v seznamu/Účast     | Voliči v seznamu/Účast                                  | 8 212 628 | 36,45 | —      | —       |         |
| Zdroj:                     |                                                         |           |       |        |         |         |

Mapy výsledků sedmi subjektů, které se dostaly do nového europarlamentu
ANO
SPOLU
AUTO+Přísaha
Stačilo!
STAN+SLK
Piráti
SPD+Trikolora

### Stížnosti na výsledky voleb
Nejvyšší správní soud obdržel celkem 19 volebních stížností, když 13 bylo podáno v zákonem stanovené lhůtě. Pěti návrhy se zabýval věcně, všechny je zamítl jako nedůvodné, ve dvou případech však shledal porušení zákona.
V prvním případem byla namítána neplatnost volby Danuše Nerudové, když na hlasovacích lístcích byl uveden nesprávný údaj o tom, že není členkou žádné politické strany, když v době voleb již byla členkou STAN, kam vstoupila v mezidobí mezi podáním kandidátky a dnem voleb. Ministerstvo vnitra mělo zajistit vyvěšení této informace ve volebních místnostech. Podle soudu to však nemohlo výsledek volby ovlivnit, neboť Nerudová vystupovala po celou dobu voleb jako lídryně kandidátky a byla hlavní tváří volební kampaně.
V druhém případě šlo o stížností lidovecké europoslankyně Michaely Šojdrové, která poukázala na údajné chyby při započítávání přednostních hlasů a které k jejímu zvolení chybělo 616 přednostních hlasů. NSS si ponejprv vyžádal volební dokumentaci ze tří volebních okrsků Zlínského kraje. Zde zjistil zcela nesprávné započtení přednostních hlasů, které byly místo Šojdrové započteny Filipu Bendovi, který byl na kandidátní listině nad Šojdrovou. Na základě tohoto soud přistoupil k ověření přednostních hlasů i v dalších 97 volebních okrscích, kde měla Šojdrová získat podle své analýzy nejvíce přednostních hlasů ve srovnání s oficiálními výsledky. Po prozkoumání zde zjistil, že v 73 okrscích nebylo žádné pochybení, v 15 zjistil směsici různých chyb v rozsahu jednotek přednostních hlasů, a to jak ve prospěch, tak neprospěch Šojdrové, pouze ve 12 okrscích pak nesprávné započtení přednostních hlasů v neprospěch Šojdrové. Celkově tak ve vzorku 100 okrsků zjistil Šojdrové 192 přednostních hlasů navíc, když podle její analýzy zde měla získat až 921 hlasů navíc. Celkově tak ve vzorku 100 okrsků bylo ve skutečnosti jen 192 přednostních hlasů navíc, ačkoliv navrhovatelka tvrdila až 921 hlasů. Soud shledal pochybení okrskových volebních komisí, která však nebyla způsobilá zpochybnit výsledky voleb.
Případy, kdy nebyly započítány preferenční hlasy, řešil soud i v eurovolbách v roce 2014, kdy konstatoval tristní výsledek práce některých volebních komisí.